# Hato Masagüaral
El Hato Masagüaral también escrito Hato Masaguaral o Fundo Pecuario Masaguaral es el nombre que recibe un Refugio de Fauna, centro ecológico, atracción turística y Hacienda localizada en Tamarindito, Municipio Francisco de Miranda al sur del Estado Guárico en pleno corazón de la Región de los Llanos y al centro del país surámericano de Venezuela.

## Historia
En las primeras décadas del siglo XX durante la dictadura del General Juan Vicente Gómez un familia de origen alemán llegó a un acuerdo para mantener el terreno como hacienda agrícola y pecuaria.
Ya en 1983 se constituye en la región un criadero para la protección del Caimán del Orinoco un cocodrilo en peligro de extinción en Venezuela. Desde l establecimiento del Hato sus diversos propietarios no se interesaron en el explotación del Cocodrilo del Orinoco y apoyaron iniciativas en las últimas décadas destinadas a garantizar su supervivencia y de las otras especies como el Mono Araguato.

## Descripción
El hato ubicado en los llanos centrales de Venezuela posee una superficie aproximada de 7000 hectáreas, su altitud varia entre unos 60 y 70 metros sobre el nivel del mar y es un centro de producción agropecuaria, centro de Ecoturismo y espacio donde se agrupan diversos especialistas como científicos, educadores, conservacionistas, biólogos, investigadores, profesores etc, dedicados a la protección de la Biodiversidad de la Región y a dictar cursos sobre Ecología y conservación.

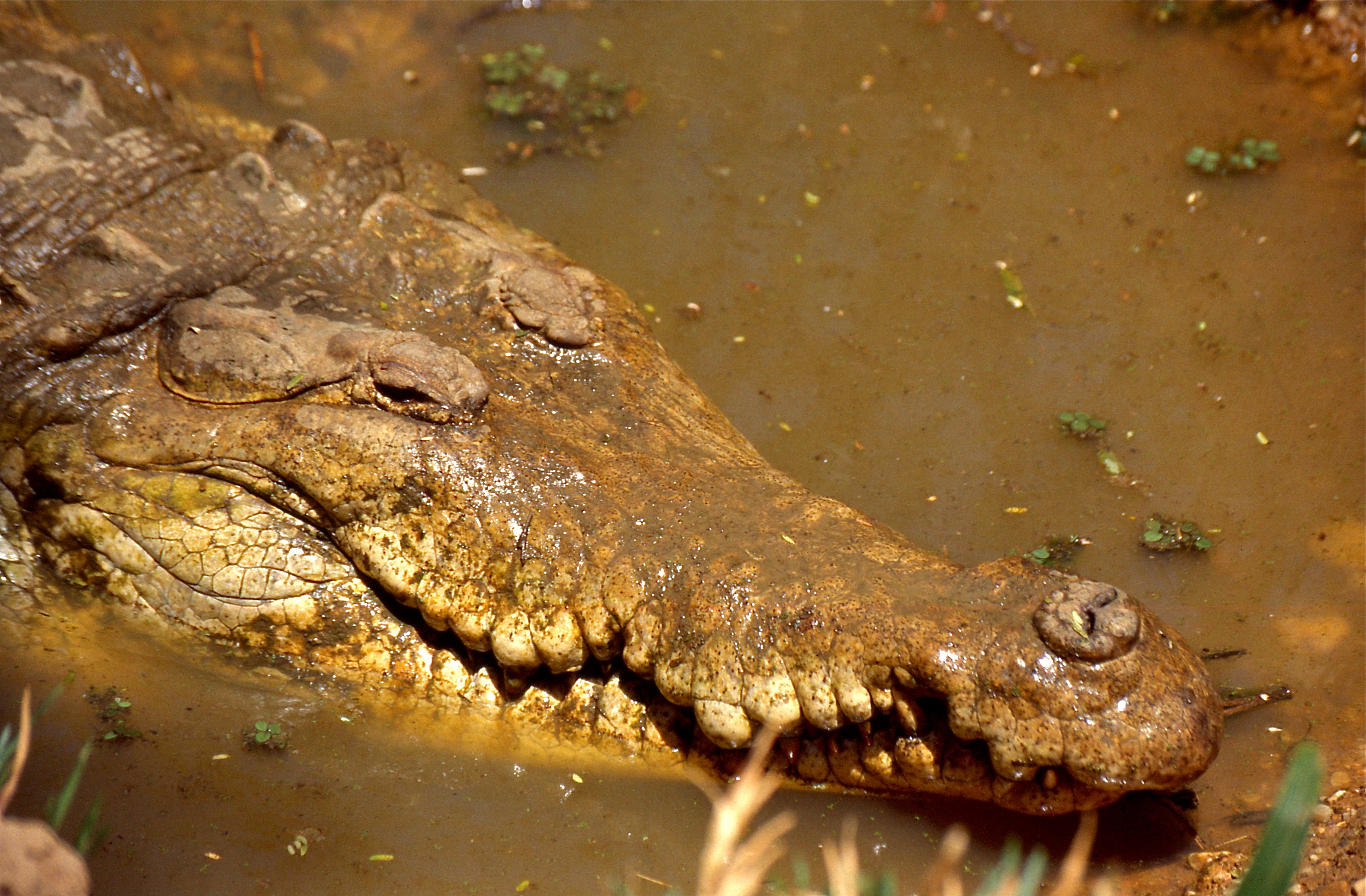
Caimán del Orinoco (Crocodylus intermedius) en el Hato Masagüaral

Posee diversos programas para al investigación científica, la docencia y la divulgación y el manejo sostenible del área. La economía local se basa en el producción ganadera, láctea y porcina, con un enfoque responsable y de promoción del desarrollo sostenible.

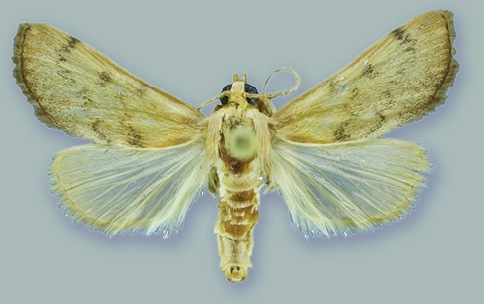
Schacontia themis común en el Hato Masagüaral